# آلیکساندرا شلیاخووا
آلیکساندرا شلیاخووا (انگلیسی: Aleksandra Shlyakhova؛ ۱۹۲۳ – ۷ اکتبر ۱۹۴۴) تک‌تیرانداز زن در اتحاد جماهیر شوروی در جبهه شرقی (جنگ جهانی دوم) بود.

## زندگی و پیشینه نظامی
الکساندرا شلیاخووا در سال ۱۹۲۳ یا ۱۹۲۴ در شهر زاپوریژیا به دنیا آمد. پیش از جنگ، او در یک کارخانه کار می‌کرد. با آغاز جنگ و پیشروی نیروهای آلمانی، او به همراه مادر، خواهر و برادرش به رشته‌کوه اورال منتقل شد.
او توسط اداره ثبت نام نظامی منطقه چبورکال به ارتش سرخ فراخوانده شد. در دسامبر ۱۹۴۲، او با افتخار از مدرسه مرکزی آموزش تک‌تیراندازان زن فارغ‌التحصیل شد و پس از فارغ‌التحصیلی، به نمایندگی از کمیته مرکزی کومی‌سومول، یک تفنگ تک‌تیراندازی با مونوگرام بر روی دسته دریافت کرد. او از اوت ۱۹۴۳ در ارتش فعالیت داشت و در دویست و یکمین تقسیم گارد تفنگ جنگید.
او در ۱ دسامبر ۱۹۴۳ توسط یک مین زخمی شد و پس از درمان در بیمارستان به واحد خود بازگشت. به دستور بخش، در ۵ دسامبر ۱۹۴۳، او نشان ستاره سرخ را دریافت کرد. در ژانویه ۱۹۴۴، او به‌خاطر نابودی ۵۵ سرباز و افسر دشمن برای مدال شجاعت (روسیه) نامزد شد و در ۳۱ ژانویه همان سال، نشان پرچم سرخ را دریافت کرد. او به رتبه ستاراشینا رسید و فرمانده یک گروهان تک‌تیرانداز بود.
او در ۷ اکتبر ۱۹۴۴ در قلمرو جمهوری شوروی سوسیالیستی لتونی جان خود را از دست داد. او در شهر دوبل، لتونی دفن شد. پس از مرگش، او نشان جنگ میهنی درجه یک را دریافت کرد. تفنگ تک‌تیرانداز او در موزه مرکزی نیروهای مسلح مسکو نگهداری می‌شود.

## جوایز
- نشان پرچم سرخ (۳۱ ژانویه ۱۹۴۴)[۴]
- نشان جنگ میهنی درجه یک (۲۰ اکتبر ۱۹۴۴)[۵]
- نشان ستاره سرخ (۵ دسامبر ۱۹۴۳)[۶]